# Premio Scerbanenco
Il premio letterario Giorgio Scerbanenco è un premio letterario italiano per il genere giallo intitolato a Giorgio Scerbanenco, maestro della narrativa di genere italiana e soprattutto uno dei padri del giallo in Italia.
Il premio viene consegnato ai primi di dicembre di ogni anno nell'ambito del Noir in Festival all'autore del miglior romanzo giallo/noir italiano pubblicato nel corso dell'anno precedente ed è uno dei riconoscimenti di maggior rilievo nazionale in questo genere.

## Albo d'oro
- 1993: Renato Olivieri - Madame Strauss
- 1994: Tiziano Sclavi - Mostri
- 1995: Andrea G. Pinketts - Il senso della frase
- 1996: Carlo Lucarelli - Via delle Oche
- 1997: Alan D. Altieri - Kondor
- 1998: Marcello Fois - Sempre caro
- 1999: Pino Cacucci - Demasiado corazon
- 2000: Franco Mimmi - Il nostro agente in Giudea
- 2001: Claudia Salvatori - Sublime anima di donna
- 2002: Massimo Carlotto - Il maestro di nodi
- 2003: Giancarlo De Cataldo - Romanzo criminale
- 2004: Piero Colaprico - Trilogia della città di M ex aequo Barbara Garlaschelli - Sorelle
- 2005: Leonardo Gori - L'angelo del fango
- 2006: Giancarlo Narciso - Incontro a Daunanda
- 2007: Francesco Guccini e Loriano Macchiavelli - Tango e gli altri. Romanzo di una raffica, anzi tre
- 2008: Paola Barbato - Mani nude
- 2009: Marco Vichi - Morte a Firenze
- 2010: Elisabetta Bucciarelli - Ti voglio credere
- 2011: Gianni Biondillo - I materiali del killer
- 2012: Maurizio De Giovanni - Il metodo del coccodrillo
- 2013: Donato Carrisi - L'ipotesi del male
- 2014: Gianrico Carofiglio - Una mutevole verità
- 2015: Giampaolo Simi - Cosa resta di noi
- 2016: Fabio Stassi - La lettrice scomparsa
- 2017: Luca D'Andrea - Lissy
- 2018: Patrick Fogli - A chi appartiene la notte
- 2019: Piergiorgio Pulixi - L'isola delle anime[2]
- 2020: Tullio Avoledo - Nero come la notte[3]
- 2021: Antonella Lattanzi - Questo giorno che incombe[4]
- 2022: Enrico Pandiani - Fuoco[5]
- 2023: Bruno Morchio - La fine è ignota[6]
- 2024: Orso Tosco - L'ultimo pinguino delle Langhe[7]